# 祖父江大輔
祖父江 大輔（そぶえ だいすけ、1987年8月11日 - ）は、愛知県名古屋市中川区出身のプロ野球選手（投手）。右投左打。中日ドラゴンズ所属。

## 経歴

### プロ入り前
名古屋市立富田中学校時代に一時、硬式野球クラブチームに所属していた。体力不足を理由に退部してからは、実父との練習で基礎力を培ったという。
愛知高校への進学後は、主に二塁手や遊撃手へ起用されながら、投手としても救援で随時登板。甲子園球場の全国大会とは無縁で、愛知大学への進学を機に、投手へ本格的に転向した。
愛知大学では、1年時から愛知大学野球のリーグ戦へ出場し、投手への本格転向直後からストレート最速140km/hを記録。2年時には、春季1部リーグで2勝を記録した。チームは3年時の春季に2部へ陥落したが、秋季には、6勝無敗（6完投4完封）という好成績で2部リーグの優勝に貢献。名城大学との入れ替え戦にも先発したが、自身の乱調で敗れたためチームは1部昇格を果たせなかった。4年時の春季リーグ戦でも6勝（3完封）・防御率0.19の成績でチームの完全優勝に貢献。名城大学との入れ替え戦では、1回戦に1失点完投勝利、3回戦で延長14回22奪三振の完封勝利を収める活躍でチームを5季ぶりの1部復帰に導き、春季リーグの終了後には、大学日本代表候補に選ばれた。4年の秋季1部リーグではリーグ最多の6勝を挙げてチームの優勝に貢献。ベストナインとMVPも受賞した。明治神宮大会代表決定戦では準決勝で完封したが、決勝でリーグ2位の愛知学院大に敗れた。同期の赤田龍一郎とバッテリーを組んだ。大学時代の活躍にNPB10球団のスカウトが注目したことから、4年時にはプロ志望届を提出したが、2009年のドラフト会議では指名漏れとなり、卒業後にトヨタ自動車へ入社した。
トヨタ自動車では、1年目の春から公式戦に登板し、都市対抗野球大会や社会人野球日本選手権大会で主に中継ぎや抑えで起用された。NPBドラフト会議の指名対象期間に再び入った2年目からは、毎年のように指名候補へ挙げられていたが、指名を見送られていた。チームが東海地区の2次予選で敗れた2年目の都市対抗では、東海理化の補強選手として本大会に出場。自チームで本大会へ出場した3年目の都市対抗では、2試合に先発し、日本選手権では、救援で2試合に登板。JX-ENEOSとの準決勝では、延長10回から登板したものの、満塁での局面から押し出しで決勝点を与えた。4年目の都市対抗には、王子製紙の補強選手として出場したが、登板の機会がないままチームは初戦で敗退。日本選手権では、代表決定戦の2試合に好投した末に本大会へ出場したものの、三菱重工神戸との初戦で6回途中9奪三振2失点と好投しながら敗れた。
2013年のNPBドラフト会議で、中日ドラゴンズから5巡目で指名。契約金4000万円、年俸1200万円（金額は推定）という条件で、愛知大学から2010年に育成選手として入団していた赤田と再びチームメイトになった。背番号は33。会議直前の10月にはトヨタ自動車の投手として中日二軍との練習試合で先発。6回無失点と好投していた。

### 中日時代
2014年は、レギュラーシーズン開幕直後の4月4日、対読売ジャイアンツ戦（ナゴヤドーム）9回表に救援で一軍公式戦にデビュー。シーズン通算では、一軍公式戦でチーム2位の54試合に登板するとともに、3敗を喫しながらも11ホールド、防御率3.53を記録した。大学時代から交際していた会社員の女性と、シーズン終了後に結婚。
2015年には、入団後初めての開幕一軍入りを果たすと、8月25日の対横浜DeNAベイスターズ戦（横浜スタジアム）で一軍公式戦初セーブを挙げた。一軍公式戦全体では、33試合の登板で防御率を2.70に改善させている。
2016年には、5月28日の対東京ヤクルトスワローズ戦（ナゴヤドーム）から7月13日の対横浜DeNAベイスターズ戦（横浜スタジアム）まで16登板試合連続無失点を記録した。一軍公式戦には、通算で46試合に登板。12ホールドを挙げる一方で4敗を喫した。
2017年には、4月20日の対阪神タイガース戦（ナゴヤドーム）で一軍公式戦通算142試合目の登板を果たすと、チームの逆転勝利によって一軍公式戦初勝利を挙げた。この記録は、2000年に大阪近鉄バファローズ（当時はパシフィック・リーグへ加盟）の柴田佳主也が記録した168試合目に次いで2番目に遅く、セ・リーグの球団のみに在籍した投手としては最も遅い達成だった。シーズン通算では、一軍公式戦35試合の登板で、2勝2敗1セーブ9ホールド、防御率2.57を記録した。
2018年には、一軍公式戦51試合に登板。2勝2敗17ホールド、防御率3.14を記録する一方で、2度にわたって出場選手登録を抹消された。このため、シーズン終了後の契約交渉では、「現状維持（推定年俸2900万円）で契約を更改した」と報じられた（実際には4000万円程度で更改）。
2019年には、一軍公式戦44試合の登板で、3勝4敗1セーブ3ホールド、防御率3.11を記録。シーズン終了後の契約交渉では、査定に対する球団との見解の相違からいったん更改を保留したものの、結局は球団からの減俸提示を受け入れたうえで契約を更改した（詳細後述）。
2020年には、レギュラーシーズンの開幕から、福敬登と共にセットアッパーとして定着。クローザーのライデル・マルティネスがシーズン終盤に故障で戦線を離れてからは、福と交互にクローザーを務めた。また、トヨタ自動車の後輩で捕手の木下拓哉と揃って、9月度のセ・リーグ月間最優秀バッテリー賞を受賞。シーズン通算では一軍公式戦54試合の登板で、2勝0敗28ホールド3セーブ、防御率1.79の成績を残した。さらに、ホールドポイント（ホールド数+救援勝利数）がリーグ最多の30に達したことから、福や清水昇（ヤクルト）と共にリーグ最優秀中継ぎ投手のタイトルを獲得した。シーズン終了後の11月29日に、前年から倍額の年俸7000万円（金額は推定）という条件で契約を更改（詳細後述）。
2021年は自己最多となる55試合に登板し、1勝2敗5セーブ19ホールド、防御率2.59を記録した。同年FA権を取得したが「とにかく愛知県が好き」と行使せずに残留し、3000万円増となる推定年俸1億円で契約を更改した。
2022年は春季キャンプ中に右肩痛を発症し調整が遅れ、4月12日に一軍登録。しばらく調子が上がらず、6月には二軍調整を経験。7月からは復調し46試合に登板したが、防御率3.80はキャリアワーストであった。2年契約であったことを明かし、現状維持の推定年俸1億円（プラス出来高）で契約更改。シーズンオフのトレーニングにはキックボクシングを取り入れ再起を期した。
2023年は6月初めまでリーグ最多となる23試合に登板し、防御率0.83と抜群の成績を残すも、同月7日の西武戦（ベルーナ）で長谷川信哉にサヨナラ本塁打を許し、2試合連続で敗戦投手となる。16日に海外FA権を取得。その後7月12日のヤクルト戦（神宮）で敗戦投手となると、翌13日に一軍登録抹消を受ける。それでも二軍で10試合登板、防御率1.04の成績を残すと、8月26日に再び一軍に再昇格し、最終的に45試合に登板して3勝5敗13ホールド、防御率3.57の成績を記録。オフの11月9日に現状維持の1億円で契約更改した（金額は推定）。

## 選手としての特徴
最速152km/hの直球と、縦の方向に曲がるスライダーを駆使する。
プロ入りから一度も先発経験はなく、リリーフの柱として中日ドラゴンズのブルペンを支えている。

## 人物
愛称は「ソブ」。どちらかというと強面であるが、明るいキャラクターでファンサービスにも積極的である。井戸田潤（スピードワゴン）からは「ミートボールボーイ」というキャラクターが伝授されており、シーズンオフには祖父江が扮してバラエティー番組に登場することもある。
2020年頃から2024年まで祖父江、福敬登、ライデル・マルティネスのリリーフトリオで構成する勝利の方程式が、ファンや選手からそれぞれの名前の一部を合わせて「大福丸」と呼ばれていた。
小学生から高校、大学、社会人、プロ野球に至るまで一貫して愛知県内でプレーしている選手の1人である。そのため地元愛も強く、前述のようにFA取得時も愛知県に残ることを選択した。
実家や親戚は、名古屋市内でキャラメルを製造する企業を経営している。

## 年俸に関する議論について
2019年のシーズン終了後に臨んだ中日球団との契約交渉では、「（2018年から2シーズンにわたって金額を据え置いていた）年俸を翌2020年の契約で減額する」という球団からの条件提示に対して、「（2017年からの）3年間における継続的な登板数を評価して欲しい」と要望。この要望が球団側に受け入れられずに更改を保留した。
交渉に同席していた球団代表の加藤宏幸は、交渉終了後の取材で「（継続的な登板数を）評価はするが、球団としては年俸へ反映させるほどではない。査定の対象はあくまでも今年（2019年）の成績なので、『要望通りに評価して欲しいのなら、FA権を早く取って下さい』と主張したい」と発言した。
これに対して、ダルビッシュ有が、SNSを通じて問題を提起。日本のプロ球界の慣行を背景に、祖父江が正確に公表しないまま推定額として報じられてきた年俸について、「入団から6年間に（一軍公式戦での通算登板数）263試合で（通算）防御率3.08を記録していることを考えれば、前年の現状維持（2017・2018年の金額が2900万円と推定されていること）も、今年（2019年）のダウン提示もかなりやばい（おかしい）。敗戦処理が含まれているにしても、このように1年（レギュラーシーズン143試合）の1/4以上の試合に6年続けて登板しているのだから、球団の査定基準を知りたい」という疑問を投げ掛けるなど、中継ぎ投手に対する評価の適正化を訴えた。
ダルビッシュの主張はSNSを中心に支持を集めたものの、祖父江に対する中日球団の評価や査定基準は変わらず、祖父江は再交渉で減俸の提示を受け入れた末に契約を更改。減俸のベースになった2018年の年俸については、ダルビッシュの主張に対する加藤の反論などから、推定額を大きく上回る金額（4000万円程度）であったことが後に判明している。
祖父江自身は上記の論争に直接関与しないまま、2020年シーズン終了後の契約交渉で、ビハインドの局面にも登板する救援投手の待遇改善を球団に要求。そのうえで、リーグ最優秀中継ぎ投手のタイトルを獲得するほどの活躍を背景に年俸の倍増（推定年俸7000万円）を勝ち取った。この年の中日の契約更改では、祖父江の前に交渉へ臨んだ木下拓哉、福谷浩司、福が球団からの条件提示を保留。加藤による査定方法の事前説明や、「（木下、福谷、福は）金額への不満でもめている」かのような発言をめぐって、日本プロ野球選手会が祖父江の交渉を前に中日球団へ抗議文を送付する事態に至っていた。もっとも、祖父江自身は前年から一転して、1回の交渉だけで契約を更改。更改後の記者会見でも、上記の事態に関する報道陣からの質問に対して、「（自分は）話し合って納得したからこの場（会見場）にいる」と明言した。ダルビッシュも、この結果を受けて、Twitter上の自身のアカウントからツイートを発信。「活躍しても、いろいろ言われて上がらない。活躍しなかったら容赦なく減俸。選手からしたら夢がないよなぁ」という表現で中日球団の姿勢に改めて疑問を呈しつつも、祖父江に対して「（このような状況で年俸の倍増を勝ち取ったので）夢がある」とエールを送っている。

## 詳細情報

### 年度別投手成績
| 年 度      | 球 団      | 登 板 | 先 発 | 完 投 | 完 封 | 無 四 球 | 勝 利 | 敗 戦 | セ 丨 ブ | ホ 丨 ル ド | 勝 率 | 打 者 | 投 球 回 | 被 安 打 | 被 本 塁 打 | 与 四 球 | 敬 遠 | 与 死 球 | 奪 三 振 | 暴 投 | ボ 丨 ク | 失 点 | 自 責 点 | 防 御 率 | W H I P |
| ---------- | ---------- | ----- | ----- | ----- | ----- | -------- | ----- | ----- | -------- | ----------- | ----- | ----- | -------- | -------- | ----------- | -------- | ----- | -------- | -------- | ----- | -------- | ----- | -------- | -------- | ------- |
| 2014       | 中日       | 54    | 0     | 0     | 0     | 0        | 0     | 3     | 0        | 11          | .000  | 240   | 58.2     | 52       | 6           | 19       | 1     | 1        | 36       | 3     | 0        | 25    | 23       | 3.53     | 1.21    |
| 2015       | 中日       | 33    | 0     | 0     | 0     | 0        | 0     | 2     | 1        | 2           | .000  | 144   | 33.1     | 32       | 1           | 7        | 0     | 2        | 28       | 2     | 0        | 10    | 10       | 2.70     | 1.17    |
| 2016       | 中日       | 46    | 0     | 0     | 0     | 0        | 0     | 4     | 0        | 12          | .000  | 177   | 43.0     | 32       | 3           | 18       | 0     | 2        | 31       | 1     | 0        | 18    | 15       | 3.14     | 1.16    |
| 2017       | 中日       | 35    | 0     | 0     | 0     | 0        | 2     | 2     | 1        | 9           | .500  | 173   | 42.0     | 38       | 1           | 17       | 0     | 0        | 26       | 0     | 0        | 12    | 12       | 2.57     | 1.31    |
| 2018       | 中日       | 51    | 0     | 0     | 0     | 0        | 2     | 2     | 0        | 17          | .500  | 208   | 48.2     | 45       | 5           | 19       | 0     | 0        | 36       | 0     | 0        | 19    | 17       | 3.14     | 1.32    |
| 2019       | 中日       | 44    | 0     | 0     | 0     | 0        | 3     | 4     | 1        | 3           | .429  | 187   | 46.1     | 42       | 3           | 14       | 3     | 1        | 27       | 2     | 0        | 16    | 16       | 3.11     | 1.21    |
| 2020       | 中日       | 54    | 0     | 0     | 0     | 0        | 2     | 0     | 3        | 28          | 1.000 | 195   | 50.1     | 42       | 1           | 7        | 0     | 0        | 35       | 2     | 0        | 10    | 10       | 1.79     | 0.97    |
| 2021       | 中日       | 55    | 0     | 0     | 0     | 0        | 1     | 2     | 5        | 19          | .333  | 208   | 48.2     | 59       | 1           | 9        | 0     | 1        | 30       | 0     | 0        | 18    | 14       | 2.59     | 1.40    |
| 2022       | 中日       | 46    | 0     | 0     | 0     | 0        | 4     | 3     | 1        | 17          | .571  | 179   | 42.2     | 42       | 3           | 13       | 2     | 1        | 32       | 1     | 0        | 21    | 18       | 3.80     | 1.29    |
| 2023       | 中日       | 45    | 0     | 0     | 0     | 0        | 3     | 5     | 0        | 13          | .375  | 168   | 40.1     | 39       | 4           | 8        | 0     | 1        | 35       | 0     | 0        | 16    | 16       | 3.57     | 1.17    |
| 2024       | 中日       | 28    | 0     | 0     | 0     | 0        | 0     | 0     | 0        | 4           | .---  | 116   | 28.1     | 26       | 4           | 6        | 1     | 0        | 15       | 1     | 0        | 13    | 9        | 2.86     | 1.13    |
| 通算：11年 | 通算：11年 | 491   | 0     | 0     | 0     | 0        | 17    | 27    | 12       | 135         | .386  | 1995  | 482.1    | 449      | 32          | 137      | 7     | 9        | 331      | 12    | 0        | 178   | 160      | 2.99     | 1.21    |

- 2024年度シーズン終了時

### 年度別守備成績
| 年 度 | 球 団 | 投手  | 投手  | 投手  | 投手  | 投手  | 投手     |
| 年 度 | 球 団 | 試 合 | 刺 殺 | 補 殺 | 失 策 | 併 殺 | 守 備 率 |
| ----- | ----- | ----- | ----- | ----- | ----- | ----- | -------- |
| 2014  | 中日  | 54    | 4     | 14    | 0     | 2     | 1.000    |
| 2015  | 中日  | 33    | 1     | 9     | 2     | 1     | .833     |
| 2016  | 中日  | 46    | 5     | 5     | 1     | 0     | .909     |
| 2017  | 中日  | 35    | 6     | 6     | 0     | 0     | 1.000    |
| 2018  | 中日  | 51    | 4     | 6     | 1     | 0     | .909     |
| 2019  | 中日  | 44    | 2     | 11    | 0     | 0     | 1.000    |
| 2020  | 中日  | 54    | 8     | 9     | 0     | 1     | 1.000    |
| 2021  | 中日  | 55    | 7     | 6     | 0     | 1     | 1.000    |
| 2022  | 中日  | 46    | 1     | 9     | 1     | 0     | .909     |
| 2023  | 中日  | 45    | 3     | 6     | 0     | 0     | 1.000    |
| 2024  | 中日  | 28    | 3     | 2     | 1     | 0     | .833     |
| 通算  | 通算  | 491   | 44    | 83    | 6     | 5     | .955     |

- 2024年度シーズン終了時

### タイトル
- 最優秀中継ぎ投手：1回（2020年）

### 表彰
- 月間最優秀バッテリー賞：1回（2020年9月 捕手：木下拓哉）

### 記録

#### 初記録
投手記録
- 初登板：2014年4月4日、対読売ジャイアンツ1回戦（ナゴヤドーム）、9回表に5番手で救援登板、1回無失点
- 初奪三振：2014年4月8日、対東京ヤクルトスワローズ1回戦（ナゴヤドーム）、9回表に雄平から空振り三振
- 初ホールド：2014年5月4日、対読売ジャイアンツ8回戦（ナゴヤドーム）、7回表に2番手で救援登板、1回無失点
- 初セーブ：2015年8月25日、対横浜DeNAベイスターズ17回戦（横浜スタジアム）、12回表一死に6番手で救援登板・完了、2/3回無失点
- 初勝利：2017年4月20日、対阪神タイガース3回戦（ナゴヤドーム）、7回裏に2番手で救援登板、1回無失点

打撃記録
- 初安打：2014年5月1日、対横浜DeNAベイスターズ5回戦（横浜スタジアム）、6回表に長田秀一郎から三塁内野安打

#### 節目の記録
- 100ホールド：2021年9月22日、対阪神タイガース19回戦（バンテリンドーム ナゴヤ）、7回表に2番手で救援登板、1回無失点 ※史上37人目
- 500試合登板：2025年6月11日、対東北楽天ゴールデンイーグルス2回戦（楽天モバイルパーク宮城）、8回裏に4番手で救援登板、1回1失点※史上112人目[33]

### 背番号
- 33（2014年 - ）

### 登場曲
- 「宙船」TOKIO（2014年 - ）